# Смайли, Тринге
Тринге Смайли (алб. Tringe Smajli, полное имя Tringë Smajl Martini Ivezaj; 1880—1917) — албанская революционерка и партизанка; за пределами Албании была известна как Яница (алб. Yanitza).

## Биография

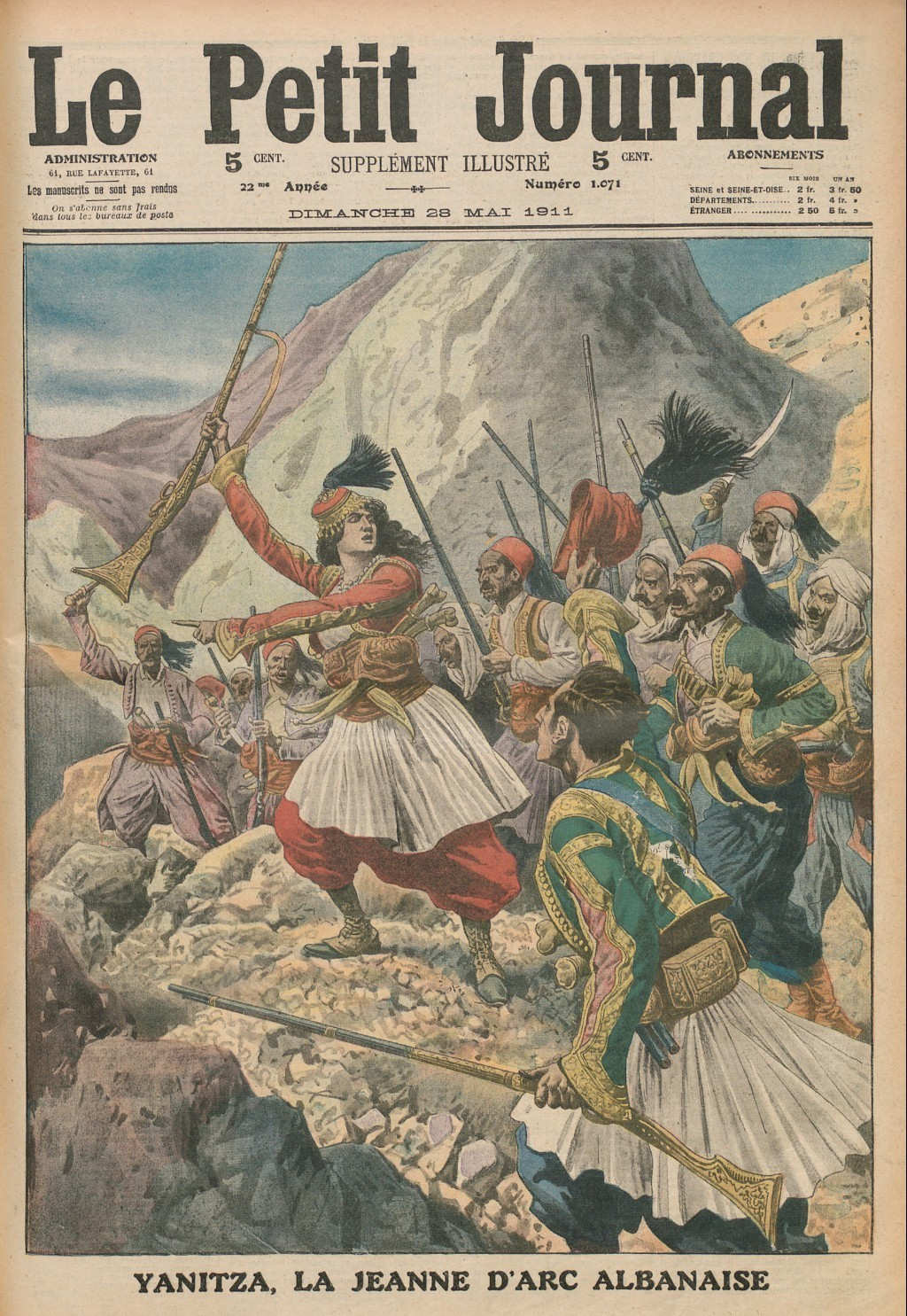
Яница — албанская Жанна Д'Арк

Родилась в 1880 году. Её отец — Smajl Martini, был католиком, лидером клана посёлка Grudë (на юге Черногории, ныне на севере Албании). Он был противником Сан-Стефанского договора и Берлинского конгресса, которые передали бо́льшую часть вилайета Шкодер Черногорскому княжеству. Он стал активным членом Призренской лиги, присоединившись к албанским повстанцам, но в 1886 году был арестован и заключён в тюрьму Анатолии, откуда уже не вернулся. Двое его сыновей — Gjon и Zef, братья Тринге, тоже были членами Лиги и погибли в бою в 1883 году.
На момент смерти братьев, Тринге Смайли была клятвенной девственницей — приняла обет безбрачия и носила мужскую одежду. Она присоединились к повстанцам и отличилась в сражении при Душици (алб. Beteja e Deçiqit). Участвовала в меморандуме Memorandumi i Greçës 23 июня 1911 года (о создании автономной провинции на территории Османской империи). Некоторое время продолжала находиться среди повстанцев после принятия 28 ноября 1912 года Декларации независимости Албании.
Дав обет безбрачия, Тринге Смайли никогда не была замужем и не имела детей. Умерла 2 ноября 1917 года и была похоронена на территории семейного захоронения в горах Груда — в деревне Kshevë (ныне на территории Черногории). Два года спустя армия Черногории уничтожила её могилу.

## Память

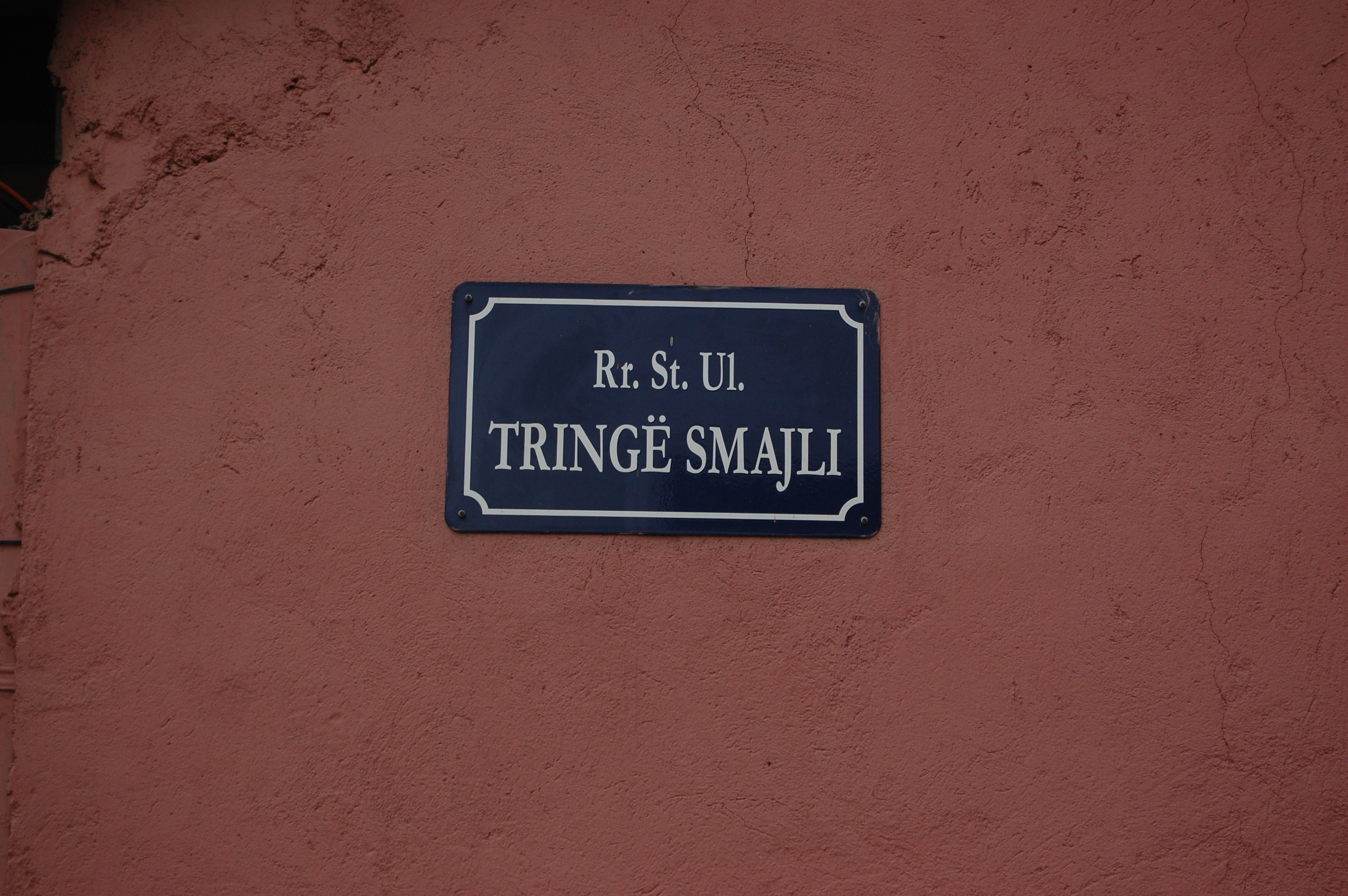
Улица Тринге Смайли в Приштине

Героизм этой женщины отображён в эпических песнях черногорцев и албанцев. Легенды о Смайли живут на Балканах, рассказывая о ней как одной из самых героических женщин-воительниц в истории региона. Её называли албанской Жанной д'Арк.
В 2014 году почта Республики Косово выпустила почтовую марку, посвящённую Тринге Смайли.
Несколько улиц в Косово и Албании носят имя революционерки, в частности в городе Приштина.